# Slonovo uho (kamenikovke)
Slonovo uho (sočnolisna bergenija; lat. Bergenia crassifolia) - je višegodišnja zeljasta biljka, iz roda Bergenia  i porodice kamenikovki (Saxifragaceae). Kod nas se uzgaja u vrtovima i parkovima kao ukrasna biljka. U Rusiji, Mongoliji, Indiji, Kini i na Tibetu smatra se za izrazito ljekovitu biljku. U Rusiji se biljka uzgaja još od 18.stoljeća.

## Opis
Rhizom puzeći, mesnat, debel, dostiže nekoliko metara duljine i 3,5 cm promjera, s više režnjeva, jako razgranat, nalazi se u blizini površine tla, pretvarajući se u snažan vertikalni korijen .
Stabljika je debela,  gola, ružičasto-crvena, visoka 15-50 cm.
Lišće tamno zeleno, crvenkasto u jesen,  veliko, široko ovalno,  kožasto, sjajno. .
Cvjetovi su mali, s pet roza latica.

## Kemijski sastav
Rizom sadrži 15-28% tanina, uglavnom pripadaju skupini galotanina, čiji sadržaj tanina se kreće od 8 do 10% (sastav do 35% galne kiseline). Rhizom sadrži izokumarin bergenin (5%), 6.52% glukoze i do 2.5% saharoze  .
Listovi sadrže od 10 do 23%, u nekim slučajevima i do 35% tanina (starenjem, sadržaj tanina u listovima se smanjuje  ). Tanini listova - mješavina pirogalnih (do 40%) i pirokatehinskih tanina .
Sadržaj arbutina u listovima doseže 22%, a prisutan je i slobodni hidrokinon, do 4%, te elagična kiselina. Prema sadržaju arbutina, slonovo uho je najbogatiji biljni izvor na svijetu (više nego medvjetka! ).
Od makroelemenata korijen sadrži(mg/g) kalij(10,50),kalcij(25,50),magnezij(2,60) i željezo (0,12).
Sadržaj mikroelemenata  (mkg/g) - mangan(0,16),bakar(0,38),cink(1,30),kobalt(0,06),krom(0,04),aluminij(0,12),barij(6,08),vanadij(0,03),selen(2,22),nikl(0,30).stroncij(4,19),kadmij(1,60),olovo(0,05),te bor(58,4).

## Farmakološka svojstva
Preparati slonovog uha imaju hemostatski, astringentni, protuupalni učinak i antimikrobna svojstva, jačaju zidove krvnih žila, umjereno snižavaju krvni tlak, malo povećavaju brzinu otkucaja srca.

## Uporaba u narodnoj i službenoj medicini
Za ljekovite svrhe koristi se rizom,  manje listovi. Ljekovita svojstva dugo su korištena u ruskoj narodnoj medicini, kao i u medicini Tibeta i Kine.U Mongoliji i Sibiru čaj od listova je stoljećima omiljeno piće za gašenje žeđi. 
Vodeni ekstrakt korijena i lišća se koriste za kolitis i enterokolitis infektivne prirode, tuberkulozu, akutne i kronične upale pluća, plućno krvarenje, gripu i ostale infekcije, upalu grla, glavobolju, groznicu, zglobne reume, gastrointestinalna oboljenja. Oni se koriste u ginekološkoj praksi tijekom teške menstruacije, s hemoragijskom metropatijom, mioma maternice nakon poroda, za krvarenje nakon pobačaja .
Bergenia se također koristi za kolitis neproliferativne prirode; s dizenterijom - u kombinaciji sa sulfonamidima i antibioticima. Također se koristi u stomatološkoj praksi za premazivanje desni u kroničnim upalnim procesima u usnoj šupljini.  Bergenia se koristi za zacjeljivanje rana, čireva i ozljeda.
U 2007. godini, Sibirsko državno medicinsko sveučilište provelo je istraživanje o hepatoprotektivnim svojstvima biljke. Istraživanja su pokazala da je ona učinkovitiji hepatoprotektor nego silimarin (jedan od najpopularnijih hepatoprotektora).

Tradicionalna medicina koristi lišće za liječenje tuberkuloze, upale pluća, reumatizma, gastrointestinalnih bolesti, bolesti urinarnog trakta, gušavosti i zubobolje. U mongolskoj medicini se koristi za mučninu i povraćanje.

## Vanjske poveznice
https://pfaf.org/user/plant.aspx?latinname=Bergenia+crassifolia